# Paola (królowa Belgii)
Paola (fl. Paula, fr. Paola), urodzona jako Donna Paola Margherita Maria Antonia Consiglia, Principessa Ruffo di Calabria (ur. 11 września 1937 w Forte dei Marmi) – królowa Belgów, małżonka króla Alberta II.

## Życiorys
Urodziła się jako szóste i najmłodsze dziecko Fulka z rodu Ruffo di Calabria, księcia Guardia Lombarda (1884–1946). Matką jej ojca Fulka była Laure Mosselman du Chenoy – urodzona w Brukseli. Matką Paoli była hrabina Luisa Gazelli di Rossana e di Sebastiano (1896–1989), potomkini francuskiego generała de La Fayette. Paola ma więc włoskie i belgijskie korzenie. W młodości była uważana za jedną z najpiękniejszych kobiet w Europie.
2 lipca 1959 poślubiła w Brukseli Alberta Koburga (ówczesnego księcia Liège). Para poznała się w 1958, podczas ceremonii intronizacji papieża Jana XXIII, w ambasadzie belgijskiej w Rzymie. W 1993 jej mąż został królem, a ona królową Belgów – małżonką króla Belgów. Funkcje oficjalne pełniła do 21 lipca 2013, kiedy to król Albert II abdykował na rzecz najstarszego syna. Od wstąpienia męża na tron może korzystać z prawa występowania w białym stroju podczas audiencji u papieża, tzw. przywilej bieli.
Odznaczona m.in. duńskim Orderem Słonia w 1995

## Potomstwo
Para królewska ma troje dzieci, są to:
- król Belgów, Filip, diuk Brabancji (ur. 15 kwietnia 1960), poślubił 4 grudnia 1999 Matyldę d’Udekem d’Acoz (ur. 20 stycznia 1973), ich dzieci:

1. Elżbieta (ur. 25 października 2001)
2. Gabriel (ur. 20 sierpnia 2003)
3. Emmanuel (ur. 4 października 2005)
4. Eleonora (ur. 16 kwietnia 2008)

- Astrid (ur. 5 czerwca 1962), poślubiła w 1984 arcyksięcia Lorenza Habsburg-Este, ich pięcioro dzieci:

1. Amedeo (ur. 21 lutego 1986)
2. Maria-Laura (ur. 26 sierpnia 1988)
3. Joachim (ur. 9 grudnia 1991)
4. Luisa-Maria (ur. 11 października 1995)
5. Laeticia-Maria (ur. 23 kwietnia 2003)

- Wawrzyniec (ur. 19 października 1963), poślubił 12 kwietnia 2003 Claire Coombs (18 stycznia 1974), para ma troje dzieci – córkę i dwóch synów – bliźniaków:

1. Louise (ur. 6 lutego 2004)
2. Nicolas (ur. 13 grudnia 2005)
3. Aymeric (ur. 13 grudnia 2005)

## Tytuły przysługujące Paoli
- Księżniczka Dona Paola Ruffo Di Calabria (1937–1959)
- Jej Królewska Wysokość księżna Liège (1959–1993)
- Jej Królewska Mość Królowa Belgów (od 1993)